# مایک ارمنتراوت
مایکل «مایک» اِرمِنتِراوت (به انگلیسی: Mike Ehrmantraut) یا یک شخصیت ساختگی در سریال‌های بریکینگ بد و بهتره با ساول تماس بگیری بود. نقش او را جاناتان بنکس بازی کرده‌است. مایک افسر پلیس سابق فیلادلفیا است که برای گاس فرینگ کار می‌کند. وی هیتمن، سرپرست امنیتی و پاک کنندهٔ جرم و جنایت‌ها است. دلایل او برای ترک نیرو پلیس در فیلادلفیا هرگز در طول سری بریکینگ بد مشخص نشد، اما در سریال بهتره با ساول تماس بگیری جزئیات کاملاً مشخص است. هنگامی که وی در پلیس فیلادلفیا بود درگیر فعالیت‌های خلاف قانون و فساد شد. این فعالیت‌ها درنهایت به کشته‌شدن پسرش، مت منجر شد. او پس از کشتن قاتلین پسرش به آلبوکرکی نقل مکان کرد.